# 西尔韦里奥·伊萨吉雷
西尔韦里奥·伊萨吉雷（西班牙語：Silverio Izaguirre，1898年4月26日—1935年11月19日），西班牙男子足球运动员，司职前锋。他曾代表西班牙国家队参加1920年夏季奥林匹克运动会足球比赛，获得一枚银牌。